# Víkingur Gøta
Víkingur Gøta este o echipă de fotbal din Gøta, Insulele Feroe. Clubul a fost înființat prin fuziunea echipelor GÍ Gøta și Leirvík ÍF în 2008.

## Titluri
- Prima Ligă de fotbal a Inslulelor Feroe (3):
  - 2016, 2017, 2024

- Cupa Insulelor Feroe: 6

2009, 2012, 2013, 2014, 2015, 2022